# Eolacertilia
Gli eolacertili (Eolacertilia) sono un gruppo di rettili diapsidi, forse artificiale, che viene considerato ancestrale a lucertole e serpenti. I fossili ascritti a questo gruppo sono stati rinvenuti in terreni che vanno dal Triassico inferiore al Cretaceo inferiore (235 – 120 milioni di anni fa).

## “Lucertole” planatrici
Per una serie di caratteristiche dello scheletro, molti piccoli rettili diapsidi del Mesozoico sembrano anticipare le forme odierne, ma alcuni caratteri primitivi li escludono dal gruppo degli squamati (Squamata) veri e propri. Alcune forme, come la famiglia dei kuehneosauridi (Kuehneosauridae), svilupparono particolari specializzazioni per la vita arborea e divennero planatrici. Kuehneosaurus e Icarosaurus possedevano espansioni delle costole dorsali adatte a sorreggere una membrana di pelle, che permetteva a questi animali di spostarsi attraverso gli alberi sfruttando il mezzo aereo.

## Classificazione incerta
Altre forme ascritte agli eolacertili sono state rinvenute in Sudafrica in terreni del Triassico inferiore, e spesso sono state considerate le vere antenate delle lucertole: tuttavia Palaeagama, Paliguana e Saurosternon sono conosciuti per fossili incompleti, che non riescono a definire bene le parentele di queste forme. Probabilmente gli eolacertili non formano un vero e proprio gruppo unitario, ma semplicemente una successione di animali via via più evoluti e altri ancora di incerta collocazione sistematica. In ogni caso, molte di queste forme sono importanti per comprendere l'evoluzione delle lucertole e dei serpenti.